# In de nacht (Yade Lauren)
In de nacht is een single van de Nederlandse zangeres Yade Lauren uit 2021. 

## Achtergrond
In de nacht is geschreven door Yade Lauren Clevers, Jordan Wayne en Rafael Maijnard en geproduceerd door Wayne en Maijnard. Het is een nederhoplied dat gaat over liefdesverdriet en het missen van degene die je hebt verlaten. Het lied is de eerste hit van de zangeres sinds ze het muzieklabel Top Notch verlaatte en singles ging uitbrengen onder eigen beheer. De zangeres liet het lied voor het eerst ten gehore brengen tijdens optredens in Paradiso op 1 en 2 oktober in 2021. Iets meer dan een week later werd de single uitgebracht. De zangeres heeft ook een akoestische versie van het lied gemaakt, welke een maand na uitbrengen van de originele versie werd uitgebracht.

## Hitnoteringen
Het lied had gemengd succes in Nederland. In de Single Top 100 piekte het op de eerste plaats en was het 25 weken te vinden. De Top 40 werd echter niet bereikt. Het kwam wel tot de eerste plaats van de Tipparade.